# Момбалдоне
Момбалдо̀не (на италиански: Mombaldone; на пиемонтски: Mombaldon, Момбалдон) е село и община в Северна Италия, провинция Асти, регион Пиемонт. Разположено е на 219 m надморска височина. Населението на общината е 225 души (към 2010 г.).